# ستيفن داي
ستيفن داي (بالإنجليزية: Stephen Day)‏ هو سياسي بريطاني، ولد في 30 أكتوبر 1948. حزبياً، نشط في حزب المحافظين. في الانتخابات العمومية للمملكة المتحدة 1987 ‏، انتخب عضو البرلمان الخمسون للمملكة المتحدة عن دائرة تشيدل خلال فترته النيابية ‏ (11 يونيو 1987 – 16 مارس 1992) وفي الانتخابات العامة في المملكة المتحدة 1992 ‏، انتخب عضو البرلمان الحادي والخمسون للمملكة المتحدة عن دائرة تشيدل خلال فترته النيابية ‏ (9 أبريل 1992 – 8 أبريل 1997) وفي الانتخابات العامة في المملكة المتحدة 1997 ‏، انتخب عضو البرلمان الثاني والخمسون للمملكة المتحدة عن دائرة تشيدل وقد انضم خلال فترته النيابية ‏ (1 مايو 1997 – 14 مايو 2001) للكتلة البرلمانية حزب المحافظين.